# Colméry
Colméry település Franciaországban, Nièvre megyében. Lakosainak száma 269 fő (2022. január 1.). Colméry Saint-Malo-en-Donziois, Oudan, Cessy-les-Bois, Couloutre, Donzy, Menou és Perroy községekkel határos.

## Népesség
A település népességének változása:
| Lakosok száma | 340  | 344  | 347  | 321  | 299  | 276  | 271  | 268  | 269  |
|               | 2013 | 2015 | 2016 | 2017 | 2018 | 2019 | 2020 | 2021 | 2022 |